# Greatest Hits/Live
Greatest Hits/Live es un álbum en vivo de la banda estadounidense Heart. Contiene una versión de la popular canción "Unchained Melody", de Righteous Brothers. En los Estados Unidos, el disco alcanzó la certificación de platino.

## Lista de canciones

### Lado A
1. "Tell It Like It Is" - 4:29
2. "Barracuda" - 4:21
3. "Straight On" - 4:52
4. "Dog and Butterfly" - 5:20
5. "Even It Up" - 5:08

### Lado B
1. "Bebe le Strange" - 4:28
2. "Sweet Darlin" - 4:11
3. "Medley: I'm Down / Long Tall Sally" - 4:16
4. "Unchained Melody" - 4:30
5. "Rock and Roll" - 5:56